# CHEK1
CHEK1（checkpoint kinase 1）は、ヒトでセリン/スレオニンキナーゼChk1（CHK1、CHEK1）をコードする遺伝子である。Chk1はDNA損傷応答と細胞周期チェックポイント応答を調整する。Chk1の活性化は細胞周期チェックポイントの開始、細胞周期の停止、DNA修復と細胞死を引き起こし、損傷を受けた細胞の細胞周期の進行を防ぐ。

## 発見
Chk1は1993年にBeachらによって、分裂酵母でG2期からM期への移行を調節するセリン/スレオニンキナーゼとして同定された。分裂酵母でのChk1の構成的発現は細胞周期の停止を誘導することが示された。出芽酵母では同じ遺伝子はRad27と呼ばれ、Carrらによって同定された。1997年、Chk1のホモログはショウジョウバエ、ヒト、マウスを含む、より複雑な生物でも同定された。これらの発見を通じて、Chk1は酵母からヒトまで高度に保存されていることが明らかとなった。

## 構造
ヒトのCHEK1遺伝子は11番染色体上の11q22-23のバンドに位置する。Chk1はN末端のキナーゼドメイン、リンカー領域、調節を行うSQ/TQドメイン、そしてC末端ドメインからなる。Chk1の活性化は保存された部位のリン酸化によって行われ、リン酸化標的となる可能性があるSer-Gln配列は4か所存在する。それらのうち、Ser317とSer345、そしてより低い頻度でSer366がリン酸化されることが示されている。

## 機能
チェックポイントキナーゼ（Chk）は細胞周期の制御に関与しているプロテインキナーゼである。Chk1とChk2という2つのサブタイプが同定されている。Chk1はゲノム監視経路の中心的構成要素であり、細胞周期と細胞生存の重要な調節因子である。Chk1はDNA損傷チェックポイントの開始に必要であり、近年では正常な細胞周期の進行にも役割を果たしていることが示されている。Chk1はS期、G2/M期の移行、M期を含む細胞周期のさまざまな段階に影響を与える。
細胞周期チェックポイントを媒介する役割に加えて、Chk1はDNA修復過程、遺伝子の転写、胚発生過程、HIV感染に対する細胞応答、体細胞の生存過程にも寄与している。

### S期
Chk1はゲノムの完全性の維持に必要不可欠である。Chk1は正常な細胞周期においてDNA複製を監視し、遺伝毒性ストレスが存在する場合にはそれに対して応答する。Chk1は複製時のDNA鎖の不安定性を認識し、DNA修復機構がゲノムを修復する時間を稼ぐためにDNA複製を停止させることができる。近年では、Chk1はさまざまな修復因子を活性化することでDNA修復機構を媒介することが示されている。さらにChk1は、S期終盤における複製起点の発火の調節、DNA伸長過程の制御、DNA複製フォークの安定性の維持、というS期の3つの側面と関係している。

### G2/M期の移行
DNA損傷応答において、Chk1はG2/M期チェックポイントの活性化における重要なシグナル伝達因子である。Chk1の活性化によって、細胞はM期に入る準備が整うまでG2期に留め置かれる。この細胞周期の進行の遅れによって、DNA修復や、DNA損傷が不可逆的なものである場合には細胞死を引き起こすための時間が得られる。細胞がG2期から有糸分裂に移行するためにはChk1は不活性化される必要がある。

### M期
Chk1は紡錘体チェックポイントを調節する役割を持つが、他の細胞周期段階のチェックポイントと比較してその役割ははっきりしない。通常この段階ではChk1活性化のトリガーとなる一本鎖DNAは産生されないため、代替的な活性化機構が存在する可能性が示唆される。Chk1を欠損したニワトリリンパ腫細胞はゲノム不安定性が増大し、有糸分裂期の紡錘体チェックポイントでの停止が行われなくなる。

## 相互作用
DNA損傷はChk1の活性化を誘導し、DNA損傷応答と細胞周期チェックポイントの開始を促進する。DNA損傷応答はチェックポイントの活性化、DNA修復、アポトーシスを導くシグナル伝達経路のネットワークであり、損傷を受けた細胞の細胞周期の進行を阻害する。

### Chk1の活性化
Chk1はATRによるリン酸化によって調節されており、ATR-Chk1経路を形成する。この経路は、紫外線による損傷、複製ストレス、鎖間架橋の結果生じうる一本鎖DNA（ssDNA）を認識する。多くの場合、ssDNAは複製酵素であるヘリカーゼとDNAポリメラーゼとの脱共役による異常なDNA複製の結果生じたものである。こうしたssDNA構造はATRを誘引し、最終的にチェックポイント経路を活性化する。
しかしながら、Chk1の活性化はATRのみに依存しているわけではなく、DNA複製に関与する中間的タンパク質がしばしば必要となる。複製タンパク質A、クラスピン、Tim/Tipin、Rad17、TopBP1などの調節タンパク質がChk1の活性化の促進に関与している可能性がある。Chk1の最高レベルのリン酸化の誘導にはさらなるタンパク質相互作用が関与している。Chk1の活性化はATR非依存的であることもあり、PKB/AKT、MAPKAPK（MAP kinase-activated protein kinase）、p90/RSKなど他のプロテインキナーゼとの相互作用によっても活性化される。
また、受精卵ではChk1はコヒーシンのScc1サブユニットによっても活性化されることが示されている。

### 細胞周期の停止
Chk1は多くの下流のエフェクター因子と相互作用して細胞周期の停止を誘導する。DNA損傷に応答して、Chk1は主にCdc25をリン酸化し、プロテアソームによるCdc25の分解を引き起こす。この分解は、細胞周期の重要な駆動因子であるサイクリン依存性キナーゼ複合体の形成に阻害的な影響を与える。Cdc25を標的とすることで、細胞周期の停止はG1/S期の移行時、S期、G2/M期の移行時を含む複数の時点で行われる。
Wee1とPlk1もChk1によって標的化され、細胞周期の停止を誘導する。Wee1のリン酸化はCdk1を阻害し、細胞周期はG2期で停止する。
Chk1は紡錘体チェックポイントにも関与しており、オーロラAキナーゼやオーロラBキナーゼと相互作用する。

### DNA修復
Chk1はDNA修復機構を媒介することが示されており、PCNA、FANCE、Rad51、TLK（tousled like kinase）などの修復因子を活性化する。Chk1はDNA複製時と修復時に複製フォークの安定化を促進するが、その基礎となる相互作用の解明にはさらなる研究が必要である。

## 臨床的意義
Chk1はDNA損傷応答の調整に中心的役割を担っており、そのため腫瘍学やがんの治療開発において大きな関心が寄せられている。当初、Chk1はDNAに損傷を受けた細胞での調節的役割から、がん抑制因子として機能すると考えられていた。しかしながら、ヒトの腫瘍においてChk1のホモ接合型機能喪失変異が生じている証拠は存在しない。むしろ、Chk1は乳癌、結腸癌、肝癌、胃癌、鼻咽頭癌を含む多数の腫瘍で過剰発現していることが示されている。Chk1の発現と腫瘍のグレードや疾患の再発には正の相関があり、Chk1は腫瘍の成長を促進する可能性が示唆されている。Chk1は細胞の生存に必須であり、腫瘍で高レベルに発現していることから、腫瘍細胞の増殖を誘導する機能を持つ可能性がある。さらに、がん細胞でのChk1の標的阻害によって、プロテインホスファターゼ2A（PP2A）複合体の腫瘍抑制活性が再活性化されることが研究によって示されている。Chk1の完全な喪失は化学物質による発がんを抑制するが、ハプロ不全では腫瘍の進行が引き起こされる。Chk1は発がんプロモーションに関与している可能性があるため、Chk1や関連するシグナル伝達分子は効果的な治療標的となる可能性がある。がん治療では、化学療法や放射線療法などのように、腫瘍細胞の増殖を阻害し細胞周期の停止を誘導するためにDNA損傷が利用される。Chk1が高レベルで発現している腫瘍細胞はより高レベルのDNA損傷に耐えることができるため、生存上の優位性を獲得している。そのため、Chk1は化学療法に対する抵抗性に寄与している可能性がある。化学療法の効果を最適化するためには、生存上の優位性を低下させるためにChk1を阻害しなければならない。CHEK1遺伝子はsiRNAによるノックダウンによって効果的にサイレンシングされることが多数の独立した研究から示されている。Chk1を阻害することで、がん細胞は損傷を受けたDNAを修復する能力を失い、化学療法薬はより効果的に作用するようになる。化学療法や放射線療法などのDNA損傷治療とChk1の阻害とを併用することで、標的細胞の細胞死誘導が向上し、合成致死性がもたらされる。多くのがん細胞では、特にp53を欠損している場合には、Chk1を介した細胞周期の停止に依存している。約50%のがんはp53に変異を有しており、多くのがんがChk1経路に依存している可能性があることが示されている。Chk1はp53を欠損した腫瘍細胞で高度に発現している可能性が高いため、Chk1の阻害はp53に変異を有する細胞の選択的な標的化を可能にする。この阻害方法は高度な標的化を可能にするものの、近年の研究ではChk1は正常な細胞周期においても役割を有していることが示されているため、新規治療法の開発時にはChk1阻害剤併用療法と関連したオフターゲット効果や毒性について考慮する必要がある。

## 減数分裂
ヒトやマウスの減数分裂時には、Chk1はDNA損傷修復を細胞周期の停止と関連づけるために重要である。Chk1は精巣で発現しており、ザイゴテン期（合糸期、接合糸期、対合期）とパキテン期（太糸期）のシナプトネマ複合体と結合している。Chk1はATMとATRからのシグナルを統合する因子であり、減数分裂時の組換えの監視に関与している可能性がある。マウスの卵母細胞では、Chk1は減数第一分裂の停止に不可欠であり、G2/M期チェックポイントで機能するようである。

## 関連文献
- “The complexity of p53 modulation: emerging patterns from divergent signals”. Genes & Development 12 (19):  2973–83. (October 1998). doi:10.1101/gad.12.19.2973. PMID 9765199.
- “The many substrates and functions of ATM”. Nature Reviews. Molecular Cell Biology 1 (3):  179–86. (December 2000). doi:10.1038/35043058. PMID 11252893.
- “Claspin, a regulator of Chk1 in DNA replication stress pathway”. DNA Repair 3 (8–9):  1033–7. (2005). doi:10.1016/j.dnarep.2004.03.001. PMID 15279790.
- “Mitotic and G2 checkpoint control: regulation of 14-3-3 protein binding by phosphorylation of Cdc25C on serine-216”. Science 277 (5331):  1501–5. (September 1997). doi:10.1126/science.277.5331.1501. PMID 9278512.
- “The physical association and phosphorylation of Cdc25C protein phosphatase by Prk”. Oncogene 18 (44):  6029–36. (October 1999). doi:10.1038/sj.onc.1202983. PMID 10557092.
- “Substrate specificities and identification of putative substrates of ATM kinase family members”. The Journal of Biological Chemistry 274 (53):  37538–43. (December 1999). doi:10.1074/jbc.274.53.37538. PMID 10608806.
- “The human homologs of checkpoint kinases Chk1 and Cds1 (Chk2) phosphorylate p53 at multiple DNA damage-inducible sites”. Genes & Development 14 (3):  289–300. (February 2000). PMC 316358. PMID 10673501.
- “The Chk1 protein kinase and the Cdc25C regulatory pathways are targets of the anticancer agent UCN-01”. The Journal of Biological Chemistry 275 (8):  5600–5. (February 2000). doi:10.1074/jbc.275.8.5600. PMID 10681541.
- “Analysis of the candidate target genes for mutation in microsatellite instability-positive cancers of the colorectum, stomach, and endometrium”. International Journal of Oncology 16 (4):  731–7. (April 2000). doi:10.3892/ijo.16.4.731. PMID 10717241.
- “The 1.7 A crystal structure of human cell cycle checkpoint kinase Chk1: implications for Chk1 regulation”. Cell 100 (6):  681–92. (March 2000). doi:10.1016/S0092-8674(00)80704-7. PMID 10761933.
- “Chk1 is an essential kinase that is regulated by Atr and required for the G(2)/M DNA damage checkpoint”. Genes & Development 14 (12):  1448–59. (June 2000). doi:10.1101/gad.840500. PMC 316686. PMID 10859164.
- “Initiation of a G2/M checkpoint after ultraviolet radiation requires p38 kinase”. Nature 411 (6833):  102–7. (May 2001). doi:10.1038/35075107. PMID 11333986.
- “ATR-mediated checkpoint pathways regulate phosphorylation and activation of human Chk1”. Molecular and Cellular Biology 21 (13):  4129–39. (July 2001). doi:10.1128/MCB.21.13.4129-4139.2001. PMC 87074. PMID 11390642.
- “Activation of mammalian Chk1 during DNA replication arrest: a role for Chk1 in the intra-S phase checkpoint monitoring replication origin firing”. The Journal of Cell Biology 154 (5):  913–23. (September 2001). doi:10.1083/jcb.200104099. PMC 1255922. PMID 11535615.
- “Plk3 functionally links DNA damage to cell cycle arrest and apoptosis at least in part via the p53 pathway”. The Journal of Biological Chemistry 276 (46):  43305–12. (November 2001). doi:10.1074/jbc.M106050200. PMID 11551930.
- “UV-radiation induces dose-dependent regulation of p53 response and modulates p53-HDM2 interaction in human fibroblasts”. Oncogene 20 (46):  6784–93. (October 2001). doi:10.1038/sj.onc.1204883. PMID 11709713.